# Lillådammen, Jämtland
Lillådammen är en sjö i Åre kommun i Jämtland och ingår i Indalsälvens huvudavrinningsområde.